# The Girl from Jones Beach
The Girl from Jones Beach is een Amerikaanse filmkomedie in zwart-wit uit 1949 onder regie van Peter Godfrey. De film werd destijds in Nederland uitgebracht onder de titel Het meisje van het stille strand.

## Verhaal
Chuck Donovan werkt voor een talentenbureau in New York en wordt door een tv-programma ingehuurd om de identiteit van een model getekend door artiest Bob Randolph te achterhalen. Zelfs Bobs secretaresse Miss Brooks weet niet wie het model is. Bob geeft na ondervraging toe dat het model een samenstelling is van twaalf modellen die voor hem hebben geposeerd, geen van wie weten van elkaars bestaan. Chuck, die recentelijk weinig indruk heeft gemaakt op zijn baas, durft niet met dit nieuws terug te keren naar zijn werk en overweegt zelfmoord.
Het is niet de eerste keer dat Chuck overweegt om zichzelf van het leven te beroven en in alle gevallen houdt zijn vriendin Connie Martin hem op het allerlaatste moment tegen. Hij besluit op het strand Jones Beach zichzelf te verdrinken en spot hier met een verrekijker een jongedame die sprekend lijkt op het model getekend door Bob. Het lukt hem niet om de vrouw te benaderen en spendeert dagen op het strand op zoek naar haar. Hij identificeert haar uiteindelijk als Ruth Wilson, een lerares op een avondschool die samen met haar moeder en broertje Woody woont.
Chuck besluit lessen van haar te volgen en doet zich voor als immigrant uit Tsjecho-Slowakije. Hoewel ze zijn accent niet vertrouwt, accepteert ze een date met hem en het duurt niet lang voordat het koppel smoorverliefd op elkaar wordt. Wanneer zij ontdekt dat hij een verborgen agenda heeft, komt hun relatie op het spel te staan.

## Rolverdeling
| Acteur         | Personage                     |
| -------------- | ----------------------------- |
| Ronald Reagan  | Bob Randolph / Robert Benerik |
| Virginia Mayo  | Ruth Wilson                   |
| Eddie Bracken  | Chuck Donovan                 |
| Dona Drake     | Connie Martin                 |
| Henry Travers  | Rechter Bullfinch             |
| Lois Wilson    | Mrs. Wilson                   |
| Florence Bates | Miss Emma Shoemaker           |
| Jerome Cowan   | Mr. Graves - Ruths advocaat   |
| Helen Westcott | Miss Brooks                   |
| Paul Harvey    | Jim Townsend                  |
| Lloyd Corrigan | Mr. Evergood                  |
| Gary Gray      | Woody Wilson                  |
| Myrna Dell     | Lorraine Scott                |

## Productie
Dennis Morgan en Lauren Bacall werden in april 1948 aangesteld in de hoofdrollen; Bacall sloeg de hoofdrol af en werd geschorst door de filmstudio. Beide acteurs werden vervangen door respectievelijk Ronald Reagan en Virginia Mayo. Mayo sprak in latere interviews positief over haar samenwerking met Reagan.
De draaiperiode was van mei tot en met juli 1948. In een vechtscène tussen Bracken en Reagan brak Reagan per ongeluk zijn stuitje en moest drie weken lang het filmen staken. Hoewel de opnamen al in de zomer van 1948 werden voltooid, volgde een release pas een jaar later.

## Ontvangst
Reagan kreeg positieve kritieken van de Amerikaanse pers en daarmee betekende deze film een keerpunt voor zijn carrière bij Warner Brothers.
Ook in Nederland kreeg de film positieve reacties van de pers. Recensent van De Telegraaf omschreef de film als "een gezellige rolprent zonder pretenties en daarom waarschijnlijk zo bevrijdend", waarin Virginia Mayo, Ronald Reagan en Eddie Bracken "voor vijf kwartier genoegen" zorgen. Criticus van Het Parool noemde de film een "enigszins ondeugend bedoelde komedie [..] die Virginia Mayo in badpak vertoont, omspetterd door heel veel slagvaardige dialooggrapjes, waarvan men de plaatsing aan Ronald Reagan en komiek Eddie Bracken gerust toevertrouwen kan."